# Hypergeometrisk fördelning

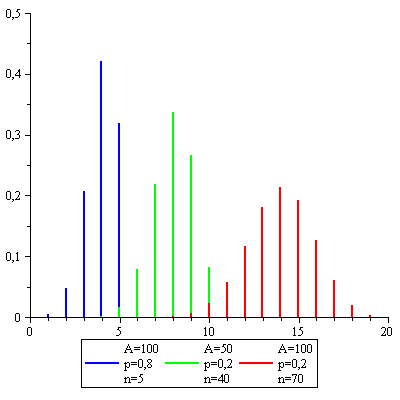
Bildens A, p och n motsvarar textens N, p respektive m.

Den hypergeometriska fördelningen är en diskret sannolikhetsfördelning. Fördelningen beskriver dragning utan återläggning med två sorters föremål. Om {\displaystyle N} är antalet element i en given mängd; och om {\displaystyle m} betecknar det antal av en delmängd som är av intresse, till exempel antalet vita bollar, så är {\displaystyle N-m} antalet resterande bollar i den totala mängden, till exempel röda bollar eller bollar av flera olika färger, huvudsaken är att de ses som inte vita bollar. Med dessa beteckningar kan sannolikheten att en slumpmässig dragning utan återläggning av {\displaystyle n} bollar innehåller exakt {\displaystyle k} vita bollar skrivas som
{\displaystyle {P(X=k)=}{{m \choose k}{N-m \choose n-k} \over {N \choose n}}}
Ibland skrivs detta mer kortfattat som {\displaystyle X\in Hyp(N,n,m)}  (utläses: den stokastiska variabeln {\displaystyle X} är hypergeometriskt fördelad med parameter {\displaystyle N}, som är antalet element i den givna mängden, parameter  {\displaystyle n} som är antalet element, som plockas ur den totala mängden och parameter {\displaystyle m}, som är antalet element "av intresse", i det här fallet vita bollar). 
Ibland skrivs den hypergeometriska fördelningen på formen
{\displaystyle {P(X=x)=}{{Np \choose x}{N-Np \choose n-x} \over {N \choose n}}}
där {\displaystyle p:=m/N}, det vill säga andelen av de element vi är intresserade av.
Väntevärdet för en hypergeometriskt fördelad stokastisk variabel, vanligtvis betecknad {\displaystyle X}, är {\displaystyle E(X)=np} och variansen är {\displaystyle V(X)={np(1-p)}{N-n \over N-1}}.
Det finns ett nära samband mellan den hypergeometriska fördelningen och binomialfördelningen. Båda fördelningarna handlar om två utfall, ett "lyckat" och ett "misslyckat". Exempel är glad-sur, sjuk-frisk, stor-liten, etcetera. Binomialfördelningen används när det är säkert att det ena utfallet inte påverkar det andra utfallet. 
Ett rimligt antagande är att vid slantsingling så ökar/minskar inte chansen att få klave i andra kastet, om klave var utfallet i första. Om det, utan för stora problem, kan antas att myntet är symmetriskt både geometriskt och sett till massfördelningen, är det rimligt att tilldela sannolikheten 0.5 för både krona och klave. 
Är vi däremot intresserade av att veta hur många knektar vi får i en slumpmässig pokerhand ur en kortlek med 52 kort, då påverkar det första utfallet det andra. Antag att kortleken har 52 kort och att 5 kort skall delas ut, en pokerhand. Sannolikheten för en knekt i första försöket är, enligt klassisk sannolikhetsdefinition, antalet gynnsamma utfall {\displaystyle g} delat med antalet möjliga utfall {\displaystyle N}.
Vi är intresserade av knektar, det finns 4 knektar i en standardkortlek om 52 kort, alltså är {\displaystyle g=4}; en kortlek består av 52 kort, så {\displaystyle N=52}. Sannolikheten att vi får en knekt på vårt första drag av en pokerhand om 5 kort är alltså {\displaystyle g/N=4/52=0.0769231}. Anta nu att vi ska dra vårt andra kort. Sannolikheten att vi då får en knekt är {\displaystyle g/N=(4-1)/(52-1)=0.0588235}, eftersom både antalet gynnsamma och antalet möjliga utfall minskar med 1.
Vår sannolikhet att dra knekt en andra gång minskar. En liknande analys ger att vår sannolikhet att dra knekt en andra gång ökar om vi inte fick knekt i första draget. Sannolikheten att få 1, 2, 3, eller 4 knektar (eller andra valörer) i en pokerhand ur en slumpmässig kortlek om 52 kort är alltså hypergeometriskt fördelad.
Det som väsentligen skiljer den hypergeometriska fördelningen från binomialfördelningen är att i första fördelningen har vi dragning utan återläggning (vi lägger inte tillbaks knekten när vi väl fått den!), och i andra fördelningen har vi dragning med återläggning (vi fortsätter använda samma symmetriska krona!). 